# Aranhas (Penamacor)
Aranhas é uma povoação portuguesa sede da Freguesia de Aranhas do Município de Penamacor, freguesia com 5,50 km² de área e 319 habitantes (censo de 2021), tendo, por isso, uma densidade populacional de 58,2 hab./km². 
Situa-se perto da aldeia de Salvador.
A padroeira desta freguesia é Nossa Senhora da Penha.

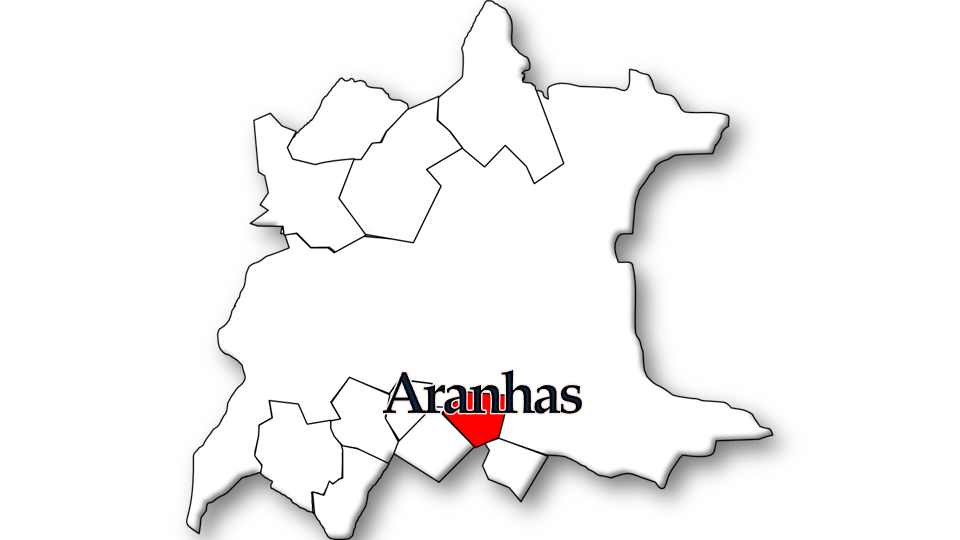
Localização da freguesia no Município de Penamacor

## Demografia
A população registada nos censos foi:
| Ano  | 0-14 Anos | 15-24 Anos | 25-64 Anos | > 65 Anos |
| 2001 | 31        | 36         | 153        | 220       |
| 2011 | 32        | 17         | 146        | 158       |
| 2021 | 37        | 80         | 122        | 141       |

## Património
- Igreja de N.ª Sr.ª da Penha (matriz)
- Capelas do Divino Espírito Santo e da Sr.ª do Bom Sucesso
- Fonte Velha
- Castelo da Atalaia
- Lagares de azeite
- Moinhos da ribeira de Baságueda
- Estação romana da Arrochela